# Hilsenbergia apetala
Hilsenbergia apetala är en strävbladig växtart som beskrevs av J. S. Mill. Hilsenbergia apetala ingår i släktet Hilsenbergia och familjen strävbladiga växter. Inga underarter finns listade i Catalogue of Life.